# Peter Armbruster
Peter Armbruster (ur. 25 lipca 1931 w Dachau, zm. 26 czerwca 2024 w Darmstadt) – niemiecki fizyk pracujący w Instytucie Badań Ciężkich Jonów w Darmstadt w Niemczech. Brał udział w odkryciu pierwiastków: 108 (has), 109 (meitner), 110 (darmsztadt), 111 (roentgen) i 112 (kopernik).

## Życiorys
Studiował fizykę na politechnice w Stuttgarcie i Monachium, gdzie w 1961 uzyskał stopień doktora. Zajmował się problemami rozszczepieniem jądra atomowego oraz wzajemnymi oddziaływaniami ciężkich jonów. Od 1971 do 1996 pracował w Instytucie Badań Ciężkich Jonów. Od 1989 do 1992 był dyrektorem naukowym w Instytucie Laue-Langevin (ILL) w Grenoble. Od 1996 jest zaangażowany w projekt spalania odpadów nuklearnych w procesie spalacji oraz rozszczepienia jądra atomowego.

## Publikacje
- Peter Armbruster, Bau eines Massenseparators für Spaltprodukte und Nachweis einer Anregung innerer Elektronenschalen bei der Abbremsung von Spaltprodukten, T.H. München, F. f. allg. Wiss., PhD thesis, 21 stycznia 1961